# Farina di soia

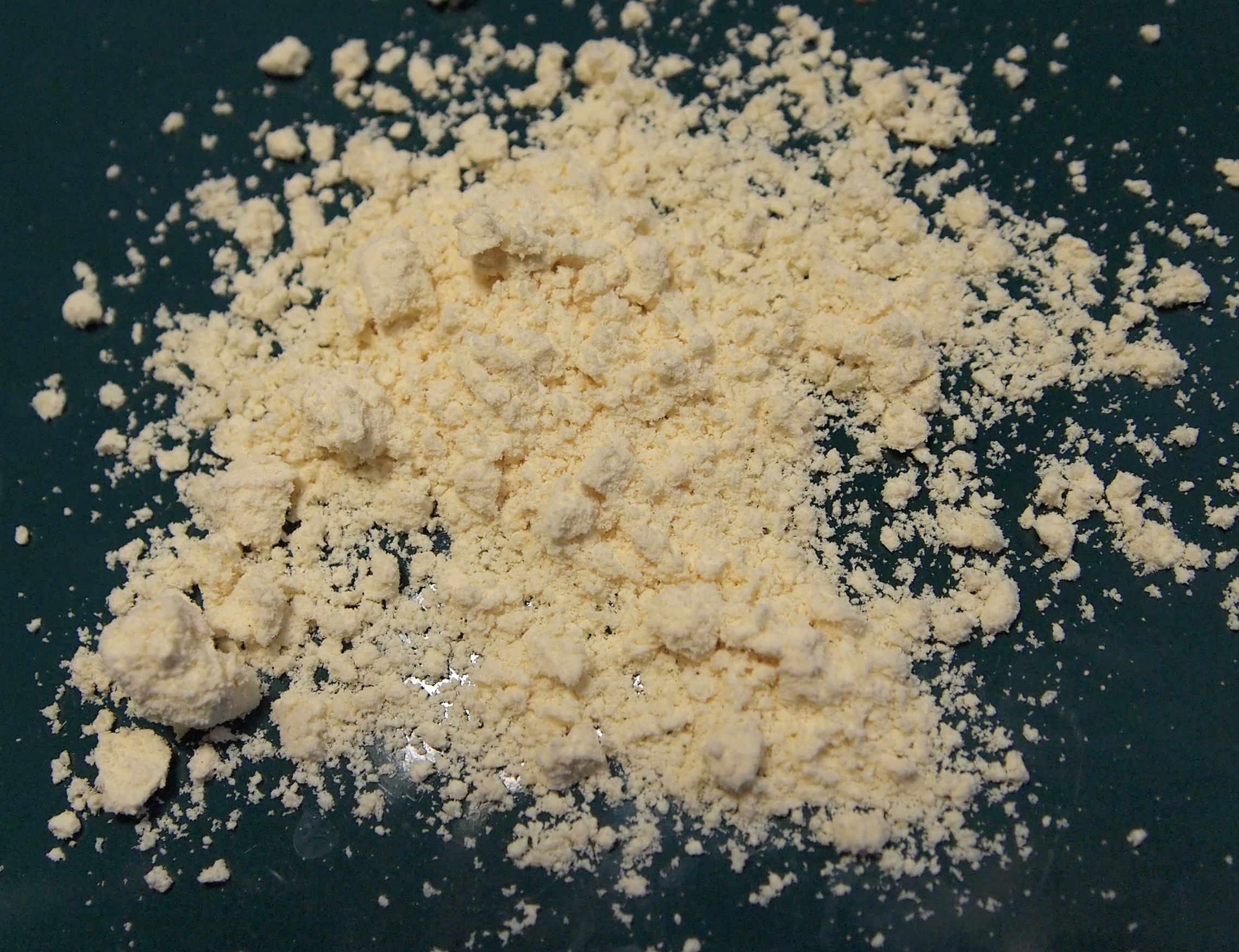
Farina di soia

La farina di soia, chiamata in Giappone kinako (黄粉 o きなこ), è un tipo di farina che si estrae dal seme della soia.
La differenza sostanziale tra la farina di soia e quella di grano è che la prima non contiene glutine. Inoltre se cotta la farina di soia tende a scurirsi più facilmente rispetto a quella di grano.
Questa farina può essere utilizzata in tutti i settori in cui si utilizza la normale farina di grano, dalla cucina all'allevamento.

## Mercato della farina di soia
Il Soybean Meal è il contratto futures con cui si scambia la farina di soia sui mercati finanziari.
Il prezzo della farina di soia è strettamente dipendente dal mercato della soia da cui si ricava la farina.